# Festen
Festen (danès: Festa) és una pel·lícula de comèdia negra-drama danesa del 1998 dirigida per Thomas Vinterberg i produïda per Nimbus Film. La pel·lícula explica la història d'una reunió familiar per celebrar el 60è aniversari del seu pare, fent malabars amb temes d'abús, mort, incest, suïcidi i trauma. Vinterberg es va inspirar per escriure’l amb Mogens Rukov en una entrevista personal emesa per una emissora de ràdio danesa que més tard es va saber que era un engany.

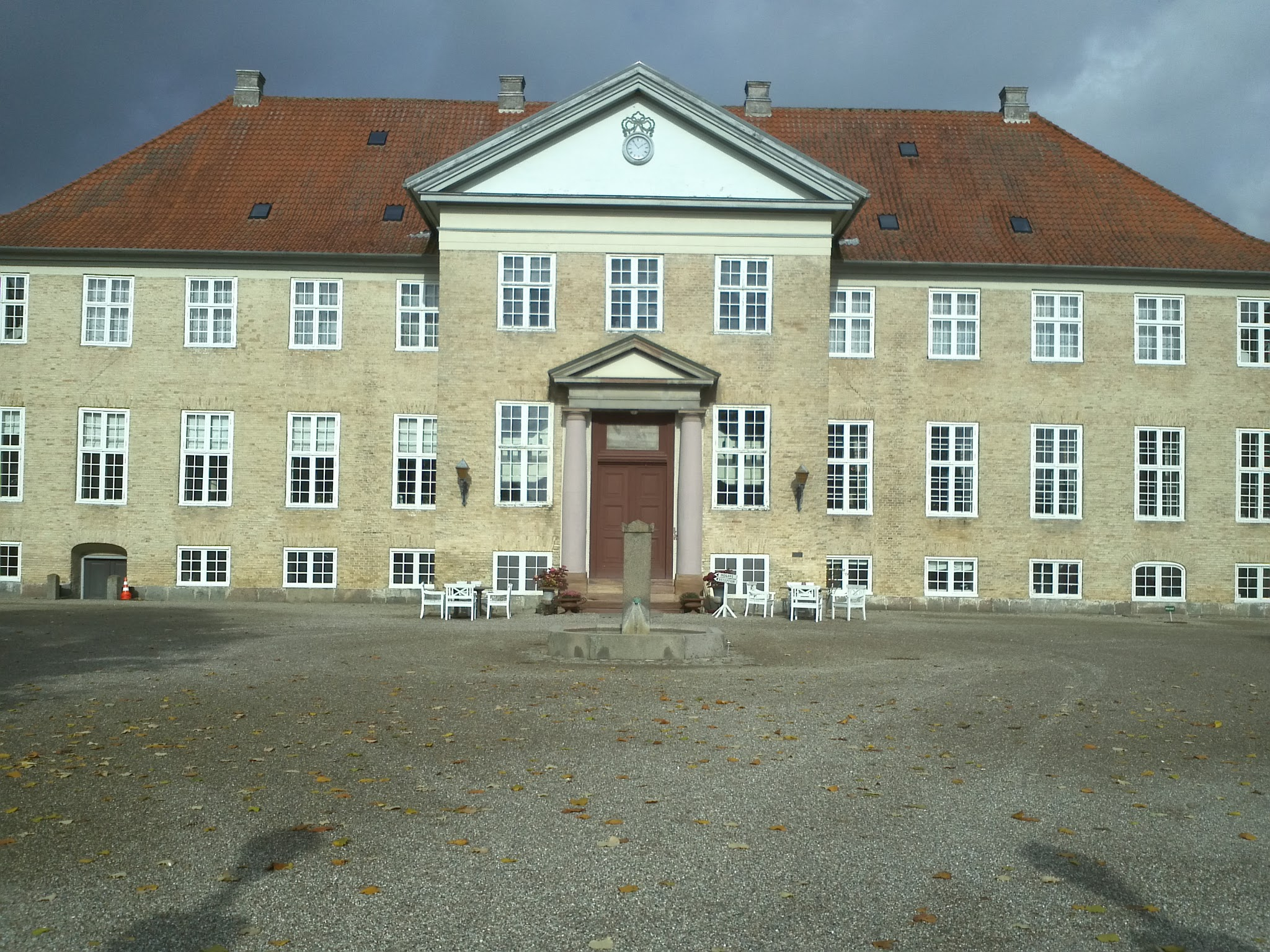
El castell de Skjoldenæsholm va ser el lloc de rodatge de Festen.

Va ser la primera pel·lícula de Dogma 95 , un moviment artístic creat pels directors danesos Vinterberg i Lars von Trier. El moviment preferia valors de producció simples i analògics per permetre ressaltar la trama i l’actuació. Festen va ser seleccionada com a entrada danesa per l'Oscar a la millor pel·lícula de parla no anglesa als Premis Oscar de 1998, però no va ser acceptada com a nominada. A més, va guanyar el Premi del Jurat al Festival de Cannes el 1998.

## Argument
Helge, un respectat home de negocis i patriarca familiar, celebra el seu 60è aniversari a l'hotel de gestió familiar. Reunits entre un gran grup de familiars i amics es troben la seva dona Else, el seu fill gran Christian, el seu fill petit Michael, i la seva filla Helene, que ha viatjat molt bé. Una altra germana, la Linda, s'ha llevat recentment amb la vida a l'hotel. L'Helene troba la nota de suïcidi de Linda, però l'amaga en una ampolla de medicaments després de sentir-se molesta pel contingut no revelat. Michael es baralla amb la seva dona, a qui abans havia abandonat a la carretera amb els seus tres fills, i després té relacions sexuals amb ella. Més tard, colpeja Michelle, una cambrera de l'hotel, després que ella el porti a un costat per dir-li que l'havia embarassada en una aventura.
En el sopar d'aniversari d'Helge, en Christian fa un brindis pel seu pare. Durant el brindis, fent una broma a Helge, l’acusa públicament d'abusar sexualment d’ell i a la seva germana bessona Linda de nens. Després d'un silenci inicial commocionat, la festa continua com sempre, ja que els convidats decideixen passar el moment en negació. Helge aparta en Christian per participar en una conversa desconcertada sobre les seves acusacions. Ell qüestiona les seves motivacions per calumniar-lo, i Christian sembla que es retracta de la seva acusació. Tanmateix, el xef de l'hotel Kim, un amic de la infància que sap sobre l'abús, l'impulsa a Christian a seguir actuant. A continuació, Christian continua el seu brindis acusant Helge de causar la mort de Linda a causa del trauma causat per l'abús. L'Helge parla sol amb Christian i li fa ofertes amenaçadores per explicar la seva problemàtica història personal, inclosa la seva impotència amb les dones i la relació potser incestuosa de Christian amb Linda.
Agreujant encara més les tensions del dia, apareix el xicot negre d'Helene, Gbatokai, i fa que el racista Michael lideri la majoria dels festers a cantar la cançó danesa racista "Jeg har set en rigtig negermand" per ofendre'l. . Else després fa un brindis on fa comentaris insultants cap als seus fills i acusa en Christian de tenir una imaginació hiperactiva. Amb això, li demana que es disculpi per les seves declaracions i acusacions anteriors. Aleshores, Christian acusa a Else de saber sobre l'abús i no intervenir. Michael i dos hostes més expulsen en Christian de l'hotel. Quan Christian torna a entrar, el peguen i el lliguen a un arbre al bosc fora de l'hotel. Christian es deslliga i torna. La Pia troba la nota de suïcidi de Linda i la dona a Christian.
Christian dona la nota a l'Helene i ella la llegeix en veu alta davant dels convidats a la festa. A la nota, Linda afirma que està aclaparada pel trauma de l'abús de Helge. Helge admet les seves culpes i abandona el menjador. Christian té una al·lucinació de Linda, que li provoca un desmai. Quan es desperta, s'assabenta per Helene que Michael ha desaparegut. Michael, també borratxo, truca a Helge a fora i el colpeja severament. L'endemà al matí, la família i els convidats esmorzen quan Helge entra i parla amb el grup. Admet el seu mal fet i declara el seu amor pels seus fills. Michael li diu al seu pare que marxi de la taula

## Repartiment
- Ulrich Thomsen com a Christian Klingenfeldt-Hansen
- Henning Moritzen com a Helge, el pare
- Thomas Bo Larsen com a Michael, el germà
- Paprika Steen com a Helene, la germana
- Birthe Neumann com Else, la mare
- Trine Dyrholm com a Pia
- Helle Dolleris com a Mette
- Therese Glahn com a Michelle
- Klaus Bondam com a Helmut von Sachs, el mestre de brindis
- Bjarne Henriksen com a Kim
- Gbatokai Dakinah com a Gbatokai
- Lasse Lunderskov com a L'oncle
- Lars Brygmann com a Lars, el recepcionista
- Lene Laub Oksen com a Linda, la germana morta
- Linda Laursen com a Birthe
- John Boas com a avi
- Erna Boas com a àvia

## Estil

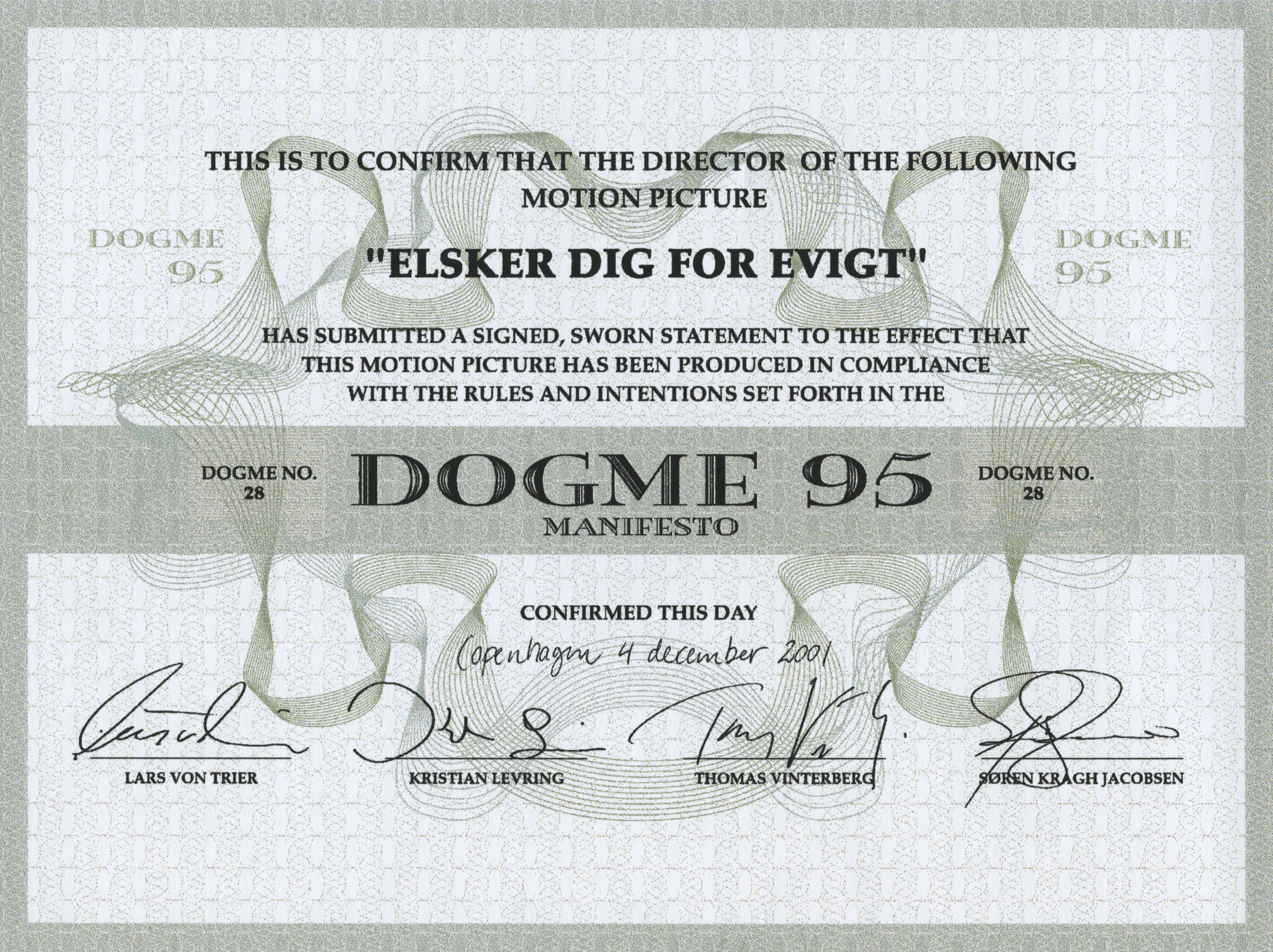
certificat d'autenticitat Dogma 95.

Festen és més coneguda per ser la primera pel·lícula de Dogma 95 (el seu títol complet a Dinamarca és Dogme #1 – Festen). Les pel·lícules de Dogma es regeixen per un manifest que insisteix en limitacions específiques de producció i narrativa (com la prohibició de qualsevol edició de so postproducció), en part com a protesta contra la cara edició cinematogràfica a l'estil de Hollywood. La pel·lícula és una pel·lícula de baix pressupost i es va rodar amb una Sony DCR-PC3 Handycam amb cassets Mini-DV estàndard.
Uns anys després de fer la pel·lícula, Vinterberg va parlar de la seva inspiració: un jove va explicar la història en un programa de ràdio del presentador Kjeld Koplev. A Vinterberg li va explicar l'amic d'una infermera psiquiàtrica que va afirmar haver tractat el jove. Va escoltar el programa de ràdio i va demanar al guionista Mogens Rukov que escrigués un guió sobre els esdeveniments, com si fos la pròpia història del jove. Més tard es va revelar que la història estava completament inventada pel pacient que rebia atenció psiquiàtrica.

## Recepció

### Resposta crítica
Festen ha obtingut crítiques positives. Basant-se en 47 crítiques recollides per l'agregador de ressenyes de pel·lícules Rotten Tomatoes, el 91% dels crítics van donar a la pel·lícula una crítica positiva. El consens dels crítics del lloc diu: "Tan clar i despietada com la dinàmica familiar que impulsa la seva trama, Festen combina tragèdia i comèdia amb un efecte brillant."

A Metacritic la pel·lícula té una puntuació mitjana ponderada de 82 de 100, basat en 7 crítics, que indica "aclamació universal". Roger Ebert va donar a la pel·lícula tres estrelles de quatre, i va escriure que la pel·lícula: 
| « | barreja farsa i tragèdia tan completament que ens desafia a respondre. ... Vinterberg maneja el seu material amb tanta astucia que sempre hem de buscar pistes sobre el to previst. | » |

El psicòleg Richard Gartner, especialitzat en l'assessorament d'homes que van ser abusats sexualment de nens, escriu que Festen és una pel·lícula lloable que descriu amb precisió les conseqüències de l'abús sexual:
| « | L'abast de les transgressions del pare es revela poc a poc en successives revelacions. Veiem que el fill ha estat molt danyat pels maltractaments de la seva infantesa i ha estat incapaç de mantenir una relació íntima al llarg de la seva vida. La seva germana, que s'ha suïcidat, també va resultar molt danyada. El pare nega l'incest durant la major part de la pel·lícula, i aquesta negació es transmet i es reforça en les reaccions dels qui escolten les acusacions. Els assistents a la festa estan momentàniament commocionats per cada revelació, però després continuen celebrant l'aniversari d'una manera gairebé surrealista que serveix com a representació dramàtica de la negació crònica que sovint es veu a les famílies incestuoses. | » |

### Reconeixements
Festen va guanyar els següents premis:
- Premis Amanda, Noruega (1998): Millor pel·lícula nòrdica - Thomas Vinterberg[8]
- Sindicat Belga de Crítics de Cinema (2000): Gran Premi
- Premis Bodil (1999):[9]
  - Millor actor - Ulrich Thomsen
  - Millor pel·lícula - Thomas Vinterberg
- Festival Internacional de Cinema de Canberra (1999): Premi del públic - Thomas Vinterberg
- 51è Festival Internacional de Cinema de Canes (1998): Premi del Jurat - Thomas Vinterberg (empat amb La Classe de neige (1998)))[10]
- 11ns Premis del Cinema Europeu (1998): Descobriment europeu de l'any - Thomas Vinterberg (compartit amb La Vie rêvée des anges (1998))[11]
- Festival Internacional de Cinema de Gijón (1998): Millor director - Thomas Vinterberg[12]
- Premis Guldbagge (1999): Millor pel·lícula estrangera - Thomas Vinterberg[8]
- Premis Independent Spirit (1999): Millor pel·lícula estrangera - Thomas Vinterberg[13]
- Los Angeles Film Critics Association Awards (1998): Millor pel·lícula estrangera - Thomas Vinterberg[14]
- Nordische Filmtage Lübeck (1998):[15]
  - Premi del públic del "Lübecker Nachrichten" - Thomas Vinterberg
  - Premi de cinema bàltic per a un llargmetratge nòrdic - Thomas Vinterberg
  - Premi del Jurat Ecumènic - Thomas Vinterberg
- New York Film Critics Circle Awards (1998): Millor pel·lícula en llengua estrangera - Thomas Vinterberg[16]
- Festival Internacional de Cinema de Noruega (1999): Millor pel·lícula estrangera de l'any - Thomas Vinterberg
- Premis Robert (1999):[9]
  - Millor actor - Ulrich Thomsen
  - Millor fotografia - Anthony Dod Mantle
  - Millor muntatge - Valdís Óskarsdóttir
  - Millor pel·lícula - Thomas Vinterberg
  - Millor guió: Thomas Vinterberg, Mogens Rukov
  - Millor actor secundari - Thomas Bo Larsen
  - Millor actriu secundària - Birthe Neumann
- Festival Internacional de Cinema de Rotterdam (1999): Premi del públic - Thomas Vinterberg[17]
- Mostra Internacional de Cinema de São Paulo (1998): Menció honorífica - Thomas Vinterberg